# Чонгур
Чонгур, Чунгур, Чжанур, Чжуанур (кит. трад. 床兀儿; 1260—1322) — военный и государственный деятель времен династии Юань.

## Биография
Происходил из знатного кыпчакского рода. Третий сын Тутухи (1237—1297), командующего кыпчакской гвардии. Начал службу под руководством отца в гвардии императора. В 1287 году отличился во время подавления восстания Наяна. За это назначается главой одной тысячи телохранителей Восточного дворца императорского двора. Затем под руководством Юэрлу-тайши охранял северную границу империи. Впоследствии участвовал в подавлении восстаний в горах Бота.
В 1297 году после смерти отца Тутухи Чонгур назначается заместителем Председателя военного ведомства. В том же году отправлен на Алтай, где в провинции Балинь восстал Теляньтай, которому Чунгур нанес решительное поражение. На обратном пути около реки Алей атакован чагатайскими войсками во главе с Бобо, но ему также было нанесено поражение. В 1298 году Чонгур вынужден был подавлять очередное восстание на севере.
В 1299 году юаньский император Олджэйту-Тэмур назначил Чонгура единственным командующим кыпчакской гвардии. В 1301 году выступил против чагатайского хана Дувы. Бои происходили в Хангайских горах. В конце концов, Чонгур заставил противника отступить за Алтай. В 1303 году Чонгур получил чин дучжихуши. В 1307 году после смерти Оладжейта-Темура вместе с главой канглысской гвардии Асан-бугой и Инол-Токтой выступил на стороне Хайсан-Хулуга, способствовавший тому в захвате власти. В 1309 году Чонгур получил титул бега-цзянь джунван.
В 1315 году Чонгур выступил против очередного чагатайского хана Эсен-Буки, отказавшегося признавать превосходство империи Юань. В битвах при Чимайгане и Чжаире нанес поражение чагатайским нойонам Ебуганю и Хубу-Темуру. В решающей битве Турфани победил собственно Эсен-Буку, едва спасшегося. Впрочем лишь в 1317 году Чонгур заставил того снова признать превосходство императора Аюрбарибады. За это получил должность члена императорского совета, став одновременно министром тайных дел и министром центральных дел.
В 1322 году Чонгур скончался. У Чонгура было несколько сыновей — Яньтемур (Иль-Тимур), Далагаль, тайши Юченсян, тайпиван Чедунь (Садунь) и цзюченсян Дали.